# انجرد (اهر)
انجرد یکی از روستاهای استان آذربایجان شرقی است که در دهستان اوچ‌هاچا بخش مرکزی شهرستان اهر واقع شده‌است.این روستا به دلیل دارا بودن طبیعت بکر هرساله فصل های بهار و تابستان میزبان خوبی برای گردشگران میباشد، از جمله از مناطق میتوان به غار یخی (بوزخانا) اشاره کرد. و نیز بدلیل وجود معادن مس و طلا کارخانه معدن  اندیس مس ناحیه انجرد نیز در این روستا افتتاح شده است که آقای مقیمی ادعای مالکیت کرده و پیشنهاد ۵۰۰۰ تومان برای هر متر مربع زمین را داده است. لازم به ذکر است این معدن در تقریبا ۵۰۰ متری روستا فعالیت دارد که سموم و انفجار های آن باعث آسیب به اهالی ، آثار تاریخی ، منابع طبیعی و دام و حیوانات شده است. با فعالیت این معدن مس انجرد، درختان زیادی قطع شده و منابع طبیعی و تاریخی  روستای انجرد به خطر افتاده است. به دلیل فعالیت و رفت آمد ماشین آلات سنگین چند تنی آسفالت منطقه خاکی و ناهموار شده و ورود به این روستا و اطراف ان دشوار شده است. این روستا ۱۰۰۴ نفر جمعیت دارد.